# Anna Fougez
Anna Fougez, pseudonimo di Maria Annina Laganà Pappacena (Taranto, 9 luglio 1895 – Santa Marinella, 11 settembre 1966), è stata una cantante e attrice italiana.

## Biografia

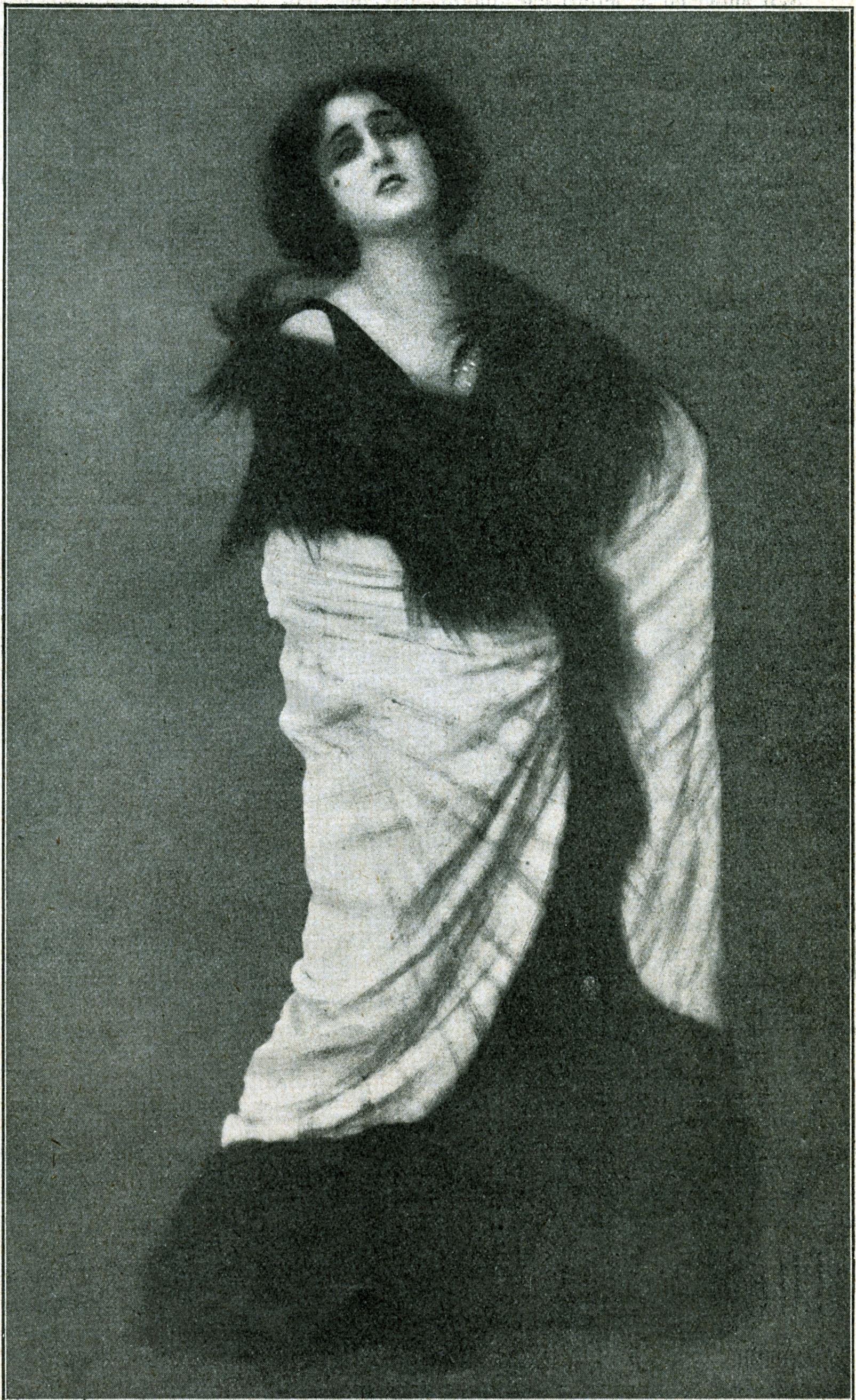
Anna Fougez nel 1924

Nata a Taranto in vico Innocentini 4, figlia di Angelo Pappacena e di Teresa Catalano e rimasta prestissimo orfana di entrambi i genitori, fu adottata da Giuseppe Laganà e Giovannina Catalano, sua zia. Fu una stella del varietà che furoreggiò sui palcoscenici italiani fra la prima guerra mondiale e la marcia su Roma. Debuttò sul palcoscenico all'età di 8 anni, incoraggiata dagli zii.
All'età di 15 anni si esibì in coppia con Ettore Petrolini. A 16 anni si cucì sui rammendi delle calze decine di strass, comprò per due lire due ventri di lepre, se li drappeggiò al collo come se fossero state volpi e cantò Bambola al Teatro Mastroieni di Messina. I grandi di allora nel mondo del teatro di varietà e del Café-chantant erano Gino Franzi, Gennaro Pasquariello, Elvira Donnarumma, Armando Gill, Gabrè. In poco tempo, poté pretendere il suo nome in cartellone accanto al loro e divenne l'interprete per eccellenza delle più note canzoni napoletane, sia nei teatri italiani sia in quelli europei.
Fra il 1919 ed il 1925, l'epoca degli scettici, del tabarin, dei romanzi di Pitigrilli e di Maurice Dekobra, la Fougez raggiunse il massimo del suo successo: guadagnava 500 lire a sera e, in alcuni casi, 2.000 lire a sera. Era il momento del varietà, che vide in lei e nelle sue rivali delle vere e proprie regine. La Fougez era la più elegante di tutte: le prime piume di struzzo, le prime scale in palcoscenico, le prime fontane d'argento furono per lei.
Gioielli preziosi (a quel tempo oltre che conseguenza erano anche causa di successo), acconciature maestose e le bellissime gambe nude: ballava e cantava dopo essersi annunciata con un Anna Fougez, signori, vi si presenta già per danzar... per cantar..., una marcetta che divenne la sua sigla. Fu qualche cosa di più di una cantante di successo: era l'espressione dell'eleganza, della ricchezza e del lusso, la sciantosa per antonomasia. Il suo nome d'arte si ispirò a quello della celebre vedette internazionale delle Folies Bergère Eugénie Fougère. Tuttavia era anche un'artista dotata di notevole talento. Legò il suo nome ai più bei motivi dell'epoca: Vipera, Abat-jour, Addio mia bella signora, Chi siete?, Passa la ronda, A tazza 'e cafè.
Nel 1930 si dedicò alla stesura della sua autobiografia, chiamata Il mondo parla ed io passo. Un libro di memorie e di ricordi che ripercorre tutta la sua carriera artistica, con poesie scritte da lei stessa. Anna Fougez soleva affermare che la canzone fosse una sintesi comica o drammatica, racchiusa nel breve spazio di pochi versi in grado di presentare personaggi e situazioni paragonabili ad un flusso di scene che appaiono e scompaiono. Nel 1940 si ritirò dalle scene e si chiuse in una villa piena di cimeli, a Santa Marinella, in provincia di Roma, dove continuò a vivere da grande diva, assieme al secondo marito, il ballerino René Thano e alle amiche di sempre: Amelia ed Anna Maria De Fazi. Morì nel 1966 all'età di 72 anni.

## Filmografia
- Le avventure di Colette (1916)
- La vita e la leggenda (1919)
- L'immagine dell'altra (1919)
- L'ultima recita di Anna Parnell (1919)
- Diana Sorel (1919)
- L'oltraggio (1920)
- Fiore selvaggio, regia di Gustavo Serena (1921) restaurato a cura della CSC-Cineteca Nazionale, con il contributo di Apulia Film Commission e in convenzione con l'Associazione La Bottega delle Idee di Taranto, promotrice del progetto "Irresistibile Fougez" (2016)
- Senza colpa (1921)
- Il fallo dell'istitutrice (1922)

### Sceneggiatrice
- Fiore selvaggio, regia di Gustavo Serena (1921)